# Arabella l'angelo nero
Arabella l’angelo nero è un film del 1989 diretto da Max Steel (pseudonimo di Stelvio Massi).

## Trama
Arabella, sposata con Francesco, scrittore disabile costretto in sedia a rotelle, per la sua condotta "stravagante" finisce nel mirino d'un poliziotto che la perseguita. Aiutata dal marito, l'uccide, poi elimina anche un fotografo coinvolto nella vicenda. Seguono altri omicidi, la cui autrice sembra essere ancora Arabella. Mentre nei delitti Francesco trova ispirazione per un nuovo libro, Arabella smaschera la vera colpevole: la suocera Marta, che involontariamente uccide anche il figlio Francesco. Risolta la questione, Arabella riprende la vita dissennata di prima.